# الخطوط المتقاصرة في النسبية العامة
في النسبية العامة، الجيوديسي هو تعميم لمفهوم «الخط المستقيم» في الزمكان المنحني. بشكلٍ مهم، فإن خط العالم للجسيم غير المتعرض لأي قوةٍ خارجية بخلاف الجاذبية هو نوع خاص من الجيوديسي. بعبارة أخرى، يتحرك الجسيم المتحرك أو الساقط بحرية دائمًا على طول خط الجيوديسي.
في النسبية العامة، يمكن اعتبار الجاذبية كنتيجةٍ لهندسة الزمكان المنحني حيث يكون مصدر الانحناء هو موتر الإجهاد والطاقة (الذي قد يمثل المادة مثلًا). بالتالي، على سبيل المثال، يُمثل مسار الكواكب حول النجوم كإسقاط جيوديسي للهندسة الزمكانية رباعية الأبعاد (4 دي) حول النجم على الفضاء ثلاثي الأبعاد (3 دي).

## التعبير الرياضي
المعادلة الجيوديسية الكاملة هي
{\displaystyle {d^{2}x^{\mu } \over ds^{2}}+\Gamma ^{\mu }{}_{\alpha \beta }{dx^{\alpha } \over ds}{dx^{\beta } \over ds}=0\ }
حيث s هو معامل قياسي للحركة (على سبيل المثال الزمن الملائم)، و {\displaystyle \Gamma ^{\mu }{}_{\alpha \beta }} هي رموز كريستوفيل (تسمى أحيانًا معاملات اتصال التقارب أو معاملات اتصال ليفي سيفيتا) المتماثلة في المؤشرين السفليين. قد تأخذ المؤشرات اليونانية القيم: 0 أو 1 أو 2 أو 3 ويُستخدم اصطلاح الجمع للمؤشرات المتكررة α و β. تمثل الكمية الموجودة على الجانب الأيسر من هذه المعادلة تسارع الجسيم، لذا فإن هذه المعادلة مماثلة لقوانين نيوتن للحركة، والتي توفر أيضًا صيغًا لتسارع الجسيم. تستخدم معادلة الحركة هذه ترميز آينشتاين، ما يعني أن المؤشرات المتكررة تُجمع (أي من صفر إلى ثلاثة). رموز كريستوفيل هي دوال لإحداثيات الزمكان الأربعة، وبالتالي فهي لا تعتمد عن السرعة أو التسارع أو الخصائص الأخرى لجسيم الاختبار الذي تُوصف حركته بمعادلة الجيوديسي.

## التعبير الرياضي المكافئ باستخدام إحداثي الزمن كمعامل
حتى الآن، كُتبت معادلة الحركة الجيوديسية اعتمادًا على المعامل القياسي s. بدلًا من ذلك، يمكن كتابتها اعتمادًا على إحداثي الزمن، {\displaystyle t\equiv x^{0}} (يُستخدم الخط الثلاثي هنا للدلالة على التعريف). عندئذ تصبح معادلة الحركة الجيوديسية:
{\displaystyle {d^{2}x^{\mu } \over dt^{2}}=-\Gamma ^{\mu }{}_{\alpha \beta }{dx^{\alpha } \over dt}{dx^{\beta } \over dt}+\Gamma ^{0}{}_{\alpha \beta }{dx^{\alpha } \over dt}{dx^{\beta } \over dt}{dx^{\mu } \over dt}\ .}
يمكن أن تكون هذه الصيغة لمعادلة الحركة الجيوديسية مفيدةً للحسابات الحاسوبية ولمقارنة النسبية العامة مع الجاذبية النيوتونية. من السهل اشتقاق هذا الشكل من معادلة الحركة الجيوديسية من الشكل الذي يستخدم الزمن الملائم كمعامل باستخدام قاعدة السلسلة. لاحظ أن كلا جانبي المعادلة الأخيرة يختفي عندما يساوي مؤشر μ الصفر. إذا كانت سرعة الجسيم صغيرةً بما يكفي، يصبح شكل المعادلة الجيوديسية كما يلي:
{\displaystyle {d^{2}x^{n} \over dt^{2}}=-\Gamma ^{n}{}_{00}.}
هنا يأخذ المؤشر اللاتيني n القيم [1،2،3]. تعني هذه المعادلة ببساطة أن جميع جسيمات الاختبار في مكان وزمان معينين سيكون لها نفس التسارع، وهو سمة معروفة للجاذبية النيوتونية. على سبيل المثال، يختبر كل شيء يطفو في محطة الفضاء الدولية نفس التسارع تقريبًا الناتج عن الجاذبية.